# Linea principale Keihan
La  Linea principale Keihan (京阪本線?, Keihan Hon-sen) è la principale ferrovia delle Ferrovie Keihan gestita dalla compagnia, e collega le città di Osaka e Kyoto. La maggior parte dei treni prosegue sulla linea Keihan Ōtō o sulla linea Keihan Nakanoshima. La ferrovia è a doppio binario elettrificato, mentre fra le stazioni di Temmabashi e Neyagawa è quadruplicata.

## Stazioni e servizi
Dati del 28 maggio 2011.
Espresso Limitato (特急?, Tokkyū) (EL)
I treni percorrono il tratto fra Yodoyabashi e Demachiyanagi in entrambe le direzioni. Alcuni treni extra vengono operati fra Yodo e Yodoyabashi nei giorni di apertura dell'ippodromo di Kyoto.
Espresso Rapido Pendolari (通勤快急?, Tsūkin Kaikyū) (ERP) - solo verso Osaka
Treni operati da Demachiyanagi o Kisaichi (Orihime) a Nakanoshima le mattine dei giorni feriali, e saltano la stazione di Moriguchishi.
Espresso Rapido (快速急行?, Kaisoku Kyūkō) (ER)
I treni sono operati fra Nakanoshima e Demachiyanagi la mattina e la sera. In parte terminano a Yodoyabashi.
Un Espresso Rapido "Hikoboshi" percorre il tratto fra Nakanoshima e Kisaichi ls notte dei giorni feriali.
Espresso Notturno (深夜急行?, Shinya Kyūkō) (EN) - solo verso Kyoto
Un solo treno che lascia Yodoyabashi alle 0:20 per Kuzuha e salta le stazioni di Moriguchishi e Hirakata-kōen.
Espresso (急行?, Kyūkō) (E)
Treni operati fra Yodoyabashi e Kuzuha ogni giorno, con extra treni operati da Yodo a Nakanoshima durante i giorni di apertura dell'ippodromo di Kyoto.
Sub-espresso Pendolari (通勤準急?, Tsūkin Junkyū) (SEP) - solo verso Osaka
Treni da Demachiyanagi, Kuzuha e Hirakatashi per Yodoyabashi o Nakanoshima la mattina; saltano le fermate di Moriguchishi.
Sub-espresso (準急?, Junkyū) (SE)
I treni percorrono il tratto da Nakanoshima a Demachiyanagi tutti i giorni.
Semi-espresso (区間急行?, Kukan Kyūkō) (SmE)
I treni sono operati fra Nakanoshima e Kuzuha. La maggior parte arrivano e partono da Nakanoshima, mentre alcuni nelle mattine dei giorni feriali arrivano a Yodoyabashi.
Locale (普通?, Futsū)
I treni fermano a tutte le stazioni: fra Yodoyabashi e Demachiyanagi, fra Nakanoshima e Demachiyanagi e fra Nakanoshima e Kayashima.

### Schema fermate
- All'interno delle parentesi ( ) sono indicati i numeri delle fermate di interscambio
- I treni locali fermano in tutte le stazioni, e nella tabella sottostante non sono indicati

Legenda
●：Ferma;▲：Alcuni treni fermano;｜↑↓：passa;↑↓：nella direzione della freccia
| Linea               | Nome                         | Giapponese      | Distanza interstazione | Distanza totale                                                                                           | SmE | SE | SEP | E | EN | ER | ERP | EL | Collegamenti | Posizione                                                                                                 | Posizione                                                                                                 | Posizione                                                                                                 |
| ------------------- | ---------------------------- | --------------- | ---------------------- | --- | --- | --- | --- | --- | --- | --- | --- | --- | --- | --- | --- | --- |
|                     | Tratta continua              | Tratta continua | Tratta continua        | Dalla stazione di Temmabashi ○ Alcuni treni L, SmE, SE, SEP, ER continuano sulla linea Keihan Nakanoshima | Dalla stazione di Temmabashi ○ Alcuni treni L, SmE, SE, SEP, ER continuano sulla linea Keihan Nakanoshima | Dalla stazione di Temmabashi ○ Alcuni treni L, SmE, SE, SEP, ER continuano sulla linea Keihan Nakanoshima | Dalla stazione di Temmabashi ○ Alcuni treni L, SmE, SE, SEP, ER continuano sulla linea Keihan Nakanoshima | Dalla stazione di Temmabashi ○ Alcuni treni L, SmE, SE, SEP, ER continuano sulla linea Keihan Nakanoshima | Dalla stazione di Temmabashi ○ Alcuni treni L, SmE, SE, SEP, ER continuano sulla linea Keihan Nakanoshima | Dalla stazione di Temmabashi ○ Alcuni treni L, SmE, SE, SEP, ER continuano sulla linea Keihan Nakanoshima | Dalla stazione di Temmabashi ○ Alcuni treni L, SmE, SE, SEP, ER continuano sulla linea Keihan Nakanoshima | Dalla stazione di Temmabashi ○ Alcuni treni L, SmE, SE, SEP, ER continuano sulla linea Keihan Nakanoshima | Dalla stazione di Temmabashi ○ Alcuni treni L, SmE, SE, SEP, ER continuano sulla linea Keihan Nakanoshima | Dalla stazione di Temmabashi ○ Alcuni treni L, SmE, SE, SEP, ER continuano sulla linea Keihan Nakanoshima | Dalla stazione di Temmabashi ○ Alcuni treni L, SmE, SE, SEP, ER continuano sulla linea Keihan Nakanoshima | Dalla stazione di Temmabashi ○ Alcuni treni L, SmE, SE, SEP, ER continuano sulla linea Keihan Nakanoshima |
| Linea princ. Keihan | Yodoyabashi                  | 淀屋橋          | -                      | 0.0 | ● | ● | ● | ● | ● | ● | | ● | Metropolitana di Osaka： linea Midōsuji (M17) | Prefettura di Osaka                                                                                       | Osaka | Chūō-ku                                                                                                   |
| Linea princ. Keihan | Kitahama                     | 北浜            | 0.5                    | 0.5 | ● | ● | ● | ● | ● | ● | | ● | Metropolitana di Osaka： linea Sakaisuji (K14) | Prefettura di Osaka                                                                                       | Osaka | Chūō-ku                                                                                                   |
| Linea princ. Keihan | Temmabashi                   | 天満橋          | 0.8                    | 1.3 | ● | ● | ● | ● | ● | ● | ● | ● | Ferrovie Keihan: linea Nakanoshima Metropolitana di Osaka： linea Tanimachi (T22) | Prefettura di Osaka                                                                                       | Osaka | Chūō-ku                                                                                                   |
| Linea princ. Keihan | Kyōbashi                     | 京橋            | 1.7                    | 3.0 | ● | ● | ● | ● | ● | ● | ● | ● | JR West：linea Circolare di Ōsaka, linea Katamachi, linea Tōzai Metropolitana di Osaka： linea Nagahori Tsurumi-ryokuchi (N22) | Prefettura di Osaka                                                                                       | Osaka | Miyakojima-ku                                                                                             |
| Linea princ. Keihan | Noe                          | 野江            | 1.6                    | 4.6 | ｜ | ｜ | ↑ | ｜ | ↓ | ｜ | ↑ | ｜ | | Prefettura di Osaka                                                                                       | Osaka | Jōtō-ku                                                                                                   |
| Linea princ. Keihan | Sekime                       | 関目            | 0.7                    | 5.3 | ｜ | ｜ | ↑ | ｜ | ↓ | ｜ | ↑ | ｜ | Metropolitana di Osaka： linea Imazatosuji（I17） | Prefettura di Osaka                                                                                       | Osaka | Jōtō-ku                                                                                                   |
| Linea princ. Keihan | Morishōji                    | 森小路          | 0.9                    | 6.2 | ｜ | ｜ | ↑ | ｜ | ↓ | ｜ | ↑ | ｜ | | Prefettura di Osaka                                                                                       | Osaka | Asahi-ku                                                                                                  |
| Linea princ. Keihan | Sembayashi                   | 千林            | 0.6                    | 6.8 | ｜ | ｜ | ↑ | ｜ | ↓ | ｜ | ↑ | ｜ | | Prefettura di Osaka                                                                                       | Osaka | Asahi-ku                                                                                                  |
| Linea princ. Keihan | Takii                        | 滝井            | 0.4                    | 7.2 | ｜ | ｜ | ↑ | ｜ | ↓ | ｜ | ↑ | ｜ | | Prefettura di Osaka                                                                                       | Moriguchi                                                                                                 | Moriguchi                                                                                                 |
| Linea princ. Keihan | Doi                          | 土居            | 0.4                    | 7.6 | ｜ | ｜ | ↑ | ｜ | ↓ | ｜ | ↑ | ｜ | | Prefettura di Osaka                                                                                       | Moriguchi                                                                                                 | Moriguchi                                                                                                 |
| Linea princ. Keihan | Moriguchishi                 | 守口市          | 0.7                    | 8.3 | ● | ● | ↑ | ● | ↓ | ● | ↑ | ｜ | | Prefettura di Osaka                                                                                       | Moriguchi                                                                                                 | Moriguchi                                                                                                 |
| Linea princ. Keihan | Nishisansō                   | 西三荘          | 1.1                    | 9.4 | ● | ｜ | ↑ | ｜ | ↓ | ｜ | ↑ | ｜ | | Prefettura di Osaka                                                                                       | Kadoma | Kadoma |
| Linea princ. Keihan | Kadoma-shi                   | 門真市          | 0.7                    | 10.1 | ● | ｜ | ↑ | ｜ | ↓ | ｜ | ↑ | ｜ | Monorotaia di Ōsaka： (24) | Prefettura di Osaka                                                                                       | Kadoma | Kadoma |
| Linea princ. Keihan | Furukawabashi                | 古川橋          | 0.7                    | 10.8 | ● | ｜ | ↑ | ｜ | ↓ | ｜ | ↑ | ｜ | | Prefettura di Osaka                                                                                       | Kadoma | Kadoma |
| Linea princ. Keihan | Ōwada                        | 大和田          | 1.2                    | 12.0 | ● | ｜ | ↑ | ｜ | ↓ | ｜ | ↑ | ｜ | | Prefettura di Osaka                                                                                       | Kadoma | Kadoma |
| Linea princ. Keihan | Kayashima                    | 萱島            | 0.8                    | 12.8 | ● | ● | ● | ｜ | ↓ | ｜ | ↑ | ｜ | | Prefettura di Osaka                                                                                       | Neyagawa                                                                                                  | Neyagawa                                                                                                  |
| Linea princ. Keihan | Posto di comando di Neyagawa | 寝屋川信号所    | 1.1                    | 13.9 | ｜ | ｜ | ↑ | ｜ | ↓ | ｜ | ↑ | ｜ | | Prefettura di Osaka                                                                                       | Neyagawa                                                                                                  | Neyagawa                                                                                                  |
| Linea princ. Keihan | Neyagawashi                  | 寝屋川市        | 1.1                    | 15.0 | ● | ● | ● | ● | ● | ● | ● | ｜ | | Prefettura di Osaka                                                                                       | Neyagawa                                                                                                  | Neyagawa                                                                                                  |
| Linea princ. Keihan | Kōrien                       | 香里園          | 2.6                    | 17.6 | ● | ● | ● | ● | ● | ● | ● | ｜ | | Prefettura di Osaka                                                                                       | Neyagawa                                                                                                  | Neyagawa                                                                                                  |
| Linea princ. Keihan | Kōzenji                      | 光善寺          | 1.5                    | 19.1 | ● | ● | ● | ｜ | ↓ | ｜ | ↑ | ｜ | | Prefettura di Osaka                                                                                       | Hirakata                                                                                                  | Hirakata                                                                                                  |
| Linea princ. Keihan | Hirakata-kōen                | 枚方公園        | 1.7                    | 20.8 | ● | ● | ● | ● | ↓ | ｜ | ↑ | ｜ | | Prefettura di Osaka                                                                                       | Hirakata                                                                                                  | Hirakata                                                                                                  |
| Linea princ. Keihan | Hirakatashi                  | 枚方市          | 1.0                    | 21.8 | ● | ● | ● | ● | ● | ● | ● | ● | Ferrovie Keihan: linea Keihan Katano (alcuni treni diretti) | Prefettura di Osaka                                                                                       | Hirakata                                                                                                  | Hirakata                                                                                                  |
| Linea princ. Keihan | Gotenyama                    | 御殿山          | 1.7                    | 23.5 | ● | ● | ● | ｜ | ↓ | ｜ | ↑ | ｜ | | Prefettura di Osaka                                                                                       | Hirakata                                                                                                  | Hirakata                                                                                                  |
| Linea princ. Keihan | Makino                       | 牧野            | 2.1                    | 25.5 | ● | ● | ● | ｜ | ↓ | ｜ | ↑ | ｜ | | Prefettura di Osaka                                                                                       | Hirakata                                                                                                  | Hirakata                                                                                                  |
| Linea princ. Keihan | Kuzuha                       | 樟葉            | 2.2                    | 27.7 | ● | ● | ● | ● | ● | ● | ● | ● | | Prefettura di Osaka                                                                                       | Hirakata                                                                                                  | Hirakata                                                                                                  |
| Linea princ. Keihan | Hashimoto                    | 橋本            | 2.4                    | 30.1 | | ● | ● | ｜ | | ｜ | ↑ | ｜ | | Prefettura di Kyoto                                                                                       | Yawata | Yawata |
| Linea princ. Keihan | Yawatashi                    | 八幡市          | 1.7                    | 31.8 | | ● | ● | ● | | ｜ | ↑ | ｜ | Ferrovie Keihan: funicolare Otokoyama | Prefettura di Kyoto                                                                                       | Yawata | Yawata |
| Linea princ. Keihan | Yodo Ippodromo di Kyoto      | 淀              | 3.5                    | 35.3 | | ● | ● | ▲ | | ｜ | ↑ | ▲ | | Prefettura di Kyoto                                                                                       | Kyoto | Fushimi-ku                                                                                                |
| Linea princ. Keihan | Chūshojima                   | 中書島          | 4.4                    | 39.7 | | ● | ● | ● | | ● | ● | ● | Ferrovie Keihan：linea Keihan Uji | Prefettura di Kyoto                                                                                       | Kyoto | Fushimi-ku                                                                                                |
| Linea princ. Keihan | Fushimi-Momoyama             | 伏見桃山        | 0.9                    | 40.6 | | ● | ● | ｜ | | ｜ | ↑ | ｜ | Ferrovie Kintetsu：linea Kintetsu Kyōto（stazione di Momoyama-Goryōmae） | Prefettura di Kyoto                                                                                       | Kyoto | Fushimi-ku                                                                                                |
| Linea princ. Keihan | Tambahashi                   | 丹波橋          | 0.7                    | 41.3 | | ● | ● | ● | | ● | ● | ● | Ferrovie Kintetsu：linea Kintetsu Kyoto | Prefettura di Kyoto                                                                                       | Kyoto | Fushimi-ku                                                                                                |
| Linea princ. Keihan | Sumizome                     | 墨染            | 1.0                    | 42.3 | | ● | ● | ｜ | | ｜ | ↑ | ｜ | | Prefettura di Kyoto                                                                                       | Kyoto | Fushimi-ku                                                                                                |
| Linea princ. Keihan | Fujinomori                   | 藤森            | 1.0                    | 43.3 | | ● | ● | ｜ | | ｜ | ↑ | ｜ | | Prefettura di Kyoto                                                                                       | Kyoto | Fushimi-ku                                                                                                |
| Linea princ. Keihan | Fukakusa                     | 深草            | 0.8                    | 44.1 | | ● | ● | ｜ | | ｜ | ↑ | ｜ | | Prefettura di Kyoto                                                                                       | Kyoto | Fushimi-ku                                                                                                |
| Linea princ. Keihan | Fushimi-Inari                | 伏見稲荷        | 0.5                    | 44.6 | | ● | ● | ● | | ｜ | ↑ | ｜ | JR West：linea Nara（stazione di Inari） | Prefettura di Kyoto                                                                                       | Kyoto | Fushimi-ku                                                                                                |
| Linea princ. Keihan | Toba-Gaidō                   | 鳥羽街道        | 0.6                    | 45.2 | | ● | ● | ｜ | | ｜ | ↑ | ｜ | | Prefettura di Kyoto                                                                                       | Kyoto | Higashiyama-ku                                                                                            |
| Linea princ. Keihan | Tōfuku-ji                    | 東福寺          | 0.9                    | 46.1 | | ● | ● | ｜ | | ｜ | ↑ | ｜ | JR West：linea Nara | Prefettura di Kyoto                                                                                       | Kyoto | Higashiyama-ku                                                                                            |
| Linea princ. Keihan | Shichijō                     | 七条            | 0.9                    | 47.0 | | ● | ● | ● | | ● | ● | ● | JR West：linea Tōkaidō (linea JR Kyōto, linea JR Biwako), linea principale San'in (linea Sagano), linea Nara (stazione di Kyoto) JR Central：Tōkaidō Shinkansen (stazione di Kyoto) Ferrovie Kintetsu：linea Kyoto (stazione di Kyoto) Metropolitana di Kyoto： linea Karasuma (stazione di Kyoto: K11) | Prefettura di Kyoto                                                                                       | Kyoto | Higashiyama-ku                                                                                            |
| Linea princ. Keihan | Kiyomizu-Gojō                | 清水五条        | 0.7                    | 47.7 | | ● | ● | ● | | ｜ | ↑ | ｜ | | Prefettura di Kyoto                                                                                       | Kyoto | Higashiyama-ku                                                                                            |
| Linea princ. Keihan | Gion-Shijō                   | 祇園四条        | 0.9                    | 48.6 | | ● | ● | ● | | ● | ● | ● | Ferrovie Hankyū: Linea principale Hankyū Kyoto (Kawaramachi) | Prefettura di Kyoto                                                                                       | Kyoto | Higashiyama-ku                                                                                            |
| Linea princ. Keihan | Sanjō                        | 三条            | 0.7                    | 49.3 | | ● | ● | ● | | ● | ● | ● | Metropolitana di Kyoto： linea Tōzai (stazione di Sanjō Keihan: T11) | Prefettura di Kyoto                                                                                       | Kyoto | Higashiyama-ku                                                                                            |
| linea Keihan Ōtō    | Sanjō                        | 三条            | 0.7                    | 49.3 | | ● | ● | ● | | ● | ● | ● | Metropolitana di Kyoto： linea Tōzai (stazione di Sanjō Keihan: T11) | Prefettura di Kyoto                                                                                       | Kyoto | Higashiyama-ku                                                                                            |
| Jingū-Marutamachi   | 神宮丸太町                   | 1.0             | 50.3                   | | ● | ● | ● | | ｜ | ↑ | ｜ | | Sagyo-ku | Prefettura di Kyoto                                                                                       | Kyoto | |
| Demachiyanagi       | 出町柳                       | 1.3             | 51.6                   | | ● | ● | ● | | ● | ● | ● | Ferrovie Eizan：linea Eizan principale                                                                    | Sagyo-ku | Prefettura di Kyoto                                                                                       | Kyoto | |
|                     | Tratta continua              | Tratta continua | Tratta continua        | Dalla stazione di Hirakatashi ○ Alcuni dei treni ER e ERP entrano sulla linea Katano fino a Kisaichi.     | Dalla stazione di Hirakatashi ○ Alcuni dei treni ER e ERP entrano sulla linea Katano fino a Kisaichi.     | Dalla stazione di Hirakatashi ○ Alcuni dei treni ER e ERP entrano sulla linea Katano fino a Kisaichi.     | Dalla stazione di Hirakatashi ○ Alcuni dei treni ER e ERP entrano sulla linea Katano fino a Kisaichi.     | Dalla stazione di Hirakatashi ○ Alcuni dei treni ER e ERP entrano sulla linea Katano fino a Kisaichi.     | Dalla stazione di Hirakatashi ○ Alcuni dei treni ER e ERP entrano sulla linea Katano fino a Kisaichi.     | Dalla stazione di Hirakatashi ○ Alcuni dei treni ER e ERP entrano sulla linea Katano fino a Kisaichi.     | Dalla stazione di Hirakatashi ○ Alcuni dei treni ER e ERP entrano sulla linea Katano fino a Kisaichi.     | Dalla stazione di Hirakatashi ○ Alcuni dei treni ER e ERP entrano sulla linea Katano fino a Kisaichi.     | Dalla stazione di Hirakatashi ○ Alcuni dei treni ER e ERP entrano sulla linea Katano fino a Kisaichi. | Dalla stazione di Hirakatashi ○ Alcuni dei treni ER e ERP entrano sulla linea Katano fino a Kisaichi.     | Dalla stazione di Hirakatashi ○ Alcuni dei treni ER e ERP entrano sulla linea Katano fino a Kisaichi.     | Dalla stazione di Hirakatashi ○ Alcuni dei treni ER e ERP entrano sulla linea Katano fino a Kisaichi.     |